# Уфимский уезд
Уфи́мский уе́зд (баш. Өфө өйәҙе) — административно-территориальная единица в составе Оренбургской и Уфимской губерний Российской Империи и РСФСР, существовавшая в 1782—1922 годах. Уездный город — Уфа.

## География
Уезд располагался в центральной части Уфимской губернии. Площадь уезда составляла 17,184 тыс.кв.км.

## История
Уезд образован в 1782 году в составе Уфимской области Уфимского наместничества. После реформирования наместничества в Оренбургскую губернию Уфимский уезд с 1796 по 1865 годы входил в состав Оренбургской губернии. В 1865 году Уфимский уезд вошёл в состав вновь образованной Уфимской губернии.
14 июня 1922 года Уфимская губерния была упразднена, Уфимский уезд преобразован в Уфимский кантон Башкирской АССР.

## Население
По данным переписи населения 1897 года население уезда составляло 372 906 чел., в том числе в городе Уфа — 49 275 чел. Уезд насчитывал 1492 населенных пункта. Наиболее крупными селениями были — Катав-Ивановский (8356 жителя), Миньярский (4224), Симский (4356), Усть-Катавский (4673) и Благовещенский (5488).
Крестьянское население делится на коренное (84 %) и пришлое (16 %). С 1861 г. в у. основано 32 поселка; более всего переселенцев из Вятской губернии (20 тыс.), много латышей. В уезде (без города) правосл. церквей 67, часовен — 22, мечетей — 180. Казне принадлежат 17550 дес., уделу — 24696, разным учреждениям — 13299, крестьянам в наделе — 675123, им же на праве личной обственности — 273481, дворянам — 673698, купцам — 96032, лицам проч. сословий — 16148; всего — 1790027 дес. Усадьбы занимают 16408 дес., выгоны — 48077, пашня мягкая — 436598, залежная — 21113, покосы поемные — 77109, суходольные — 83967, болотистые — 11591, леса строевые — 320100, дровяные — 549489, кустарники и заросли — 172491; всего удобной земли — 1736949, неудобной — 53078 дес. Земледелие. 80 % всей пашни принадлежит крестьянам; кроме того последние арендуют ок. 24 тыс. дес. пашни. В озимом поле высевается рожь, в яровом — овес, просо, греча, пшеница, горох, лен и конопля. Значительный сбыт хлеба. Травосеяние начинает распространяться среди крестьян. Огородничество — в окрестностях г. Уфы и вдоль линии жел. дор. Скота в 1900 г. было: лошадей — 102128, крупн. рогат. — 118436 гол., овец — 233490, свиней — 37878; 91 % всего количества скота
принадлежит крестьянам.
По данным переписи населения 1920 года население уезда составляло 540 350

### Национальный состав
| Национальность    | Население, чел. | % от общего |
| ----------------- | --------------- | ----------- |
| Русские           | 228 302         | 61,22       |
| Башкиры           | 114 493         | 30,70       |
| Тептяри           | 9001            | 2,41        |
| Татары и Мещеряки | 5699            | 1,53        |
| Черемисы          | 3968            | 1,06        |
| Мордва            | 3826            | 1,03        |
| Всего             | 372 906         | 100,00      |

## Административное деление
24 марта 1884 года деревня Мамяково перечислена из Петропавловской в Шарыповскую волость.
14 июля 1890 года Еральское сельское общество переведено в Симскую волость, а Еральское волостное правление, находящееся в с. Илек, именовано Илекским. Деревня Ново-Уразметова перечислена из Бакаевской волости Уфимского уезда в Старокалмашевскую волость Белебеевского уезда.
В 1913 году в состав уезда входило 34 волостей:
| - Абраевская волость — с. Абраево - Бакаевская волость — д. Бакаево - Биштякинская волость - Биш-Аул-Унгаровская волость - Благовещенская волость — с. Благовещенский Завод - Богородская волость — с. Богородское - Булекей-Кудейская волость — д. Новокулево - Булгаковская волость — с. Булгаково - Дмитриевская волость — с. Дмитриевка - Дуванейская волость — с. Удельные Дуванеи - Емашевская волость - Еральская волость — с. Илик | - Иглинская волость — с. Иглинское - Илекская волость - Казанская волость — с. Шемяк - Караякуповская волость - Карауловская волость - Катав-Ивановская волость — с. Катав-Ивановский Завод - Миньярская волость — с. Миньяр - Нагаевская волость — с. Нагаево - Надеждинская волость — с. Надеждино - Новоселовская волость — с. Языково - Осоргинская волость — с. Осоргино - Петропавловская волость — с. Петропавлово | - Покровская волость — с. Топоркино - Сафаровская волость — д. Сафарово - Симская волость — с. Симский Завод - Свято-Троицкая волость — с. Новотроицкое - Серпиевская волость — с. Серпиевка - Турушлинская волость — д. Турушла - Урман-Кудейская волость — д. Нижние Лемезы - Усть-Катавская волость — завод Усть-Катав - Фёдоровская волость - Шарыповская волость - Базилевская волость — д. Базилевка |

## Образование
Начальных школ (вместе с г. Уфой) в 1897 — 98 учебн. году было 283; из них 12 содержались городом, 14 — мин. нар. просв., 8 — частными лицами, 38 — земством, 1 заводская, 43 шк. церк. приход., 17 — грамоты и 180 магометанских (медрессе и мектебе). В Благовещенском зав. учительская семинария. При некоторых земских школах имеются опытные поля и ремесленные классы.

## Медицина
Земских больниц 4.; кроме того при всех горных заводах имеются свои больницы,

## Почта, связь
В уезде насчитывалось 3 почтовых и 6 почтово-телеграфных отделений

## Достопримечательности
Из памятников древности в уезде сохранились:
- близ деревни Сишмы памятник с надписью 1066 г.;
- у дор. Нижних Термов — древнее здание, известное под именем дворца Тура-хана;
- городища Чертово и Абазово; валы по бер. р. Белой и у с. Госуд. Дуваней;
- курганы у дер. Ишинбаевой и Мидошевой и друг.

## Бюджет
Земской бюджет в соответствии со сметой 1900 г. Доход исчислен в 208000 р., в том числе сборов с недвижимых имуществ — 171900 р. Расходов предположено 207900 р., в том числе на земское
управление — 21400 р., народное образование — 37500 руб., медицину — 65300 р.

## Гидрология
Вся территория принадлежит бассейну р. Белой, перерезывающей его по направлению с ЮВ на СЗ, и по устройству поверхности может быть разделена на 3 района: восточный — горный, центральный между pp. Симом и Белой и Забельский или юго-западный, к которому следует отнести степную часть уезда, расположенную по левую сторону Белой.
Уезд вообще богат водою, и воды его сравнительно равномерно распределены по территории; особенно же богато орошен
вост.-горный район, изрезанный сетью горных ручьев и речек. Одною из важнейших причин такого водного богатства, несомненно нужно считать расположение уезда на западной стороне Уральского хр. Громадное количество осадков, выпадающих на Урале, дает обильную, неиссякающую круглый год пищу множеству горных речек, ручьев и ключей вост. части уезда. Речные долины являются единственными обитаемыми оазисами в этих горных и лесных пространствах. Вост. часть (горная обл.) принадлежит бассейну двух pp. Сима, прит. Белой, и Юрезани, прит. Уфы. Река Сим протекает на 180 в., по ней сплавляются лес и дрова. Из многочисленных притоков для сплава пригодны Лемеза и Миньяр. Р. Юрезань — протекает до 400 вер., из коих около 42 верст левого берега принадлежит уезду. По всему протяжению реки раскинуты высокие, лесистые хребты. Сплав леса и дров. Из её притоков: Катав (85 в.), Минка, Бол. Бердяш, Илек и др.

### Центральный район
Орошается главным образом, р. Уфой и её притоками. Уфа протекает по уезду на 163 вёрст. В пределах уезда р. Уфа судоходна на всем протяжении. Из многочисленных притоков в уезде более значительные:
- Бурна,
- Уса,
- Большой Изяк,
- Шугуровка,
- Шарвал,
- Саваказка,
- Ислен-Елгу
- Салдыбаш.

В пределах уезда, особенно по левому берегу, р. Уфа образует обширную и превосходную пойму; по берегам её, особенно в нижнем течении, сосредоточено густое и притом наиболее культурное население уезда. Южную границу этого района составляет р. Белая, по берегам которой обширные поймы. Р. Белая — судоходна, на ней пристани:
- Уфа,
- Благовещенский завод,
- Дуваней
- Топорнино.

Притоки её, кроме Уфы:
- Сим,
- Карламан,
- Уршак,
- Берновань,
- Кудушка.

### Юго-западный или Забельский район
представляет почти сплошную распаханную поверхность, здесь залегли лучшие земли уезда; район этот густо населен; леса здесь составляют редкость, горы правой стороны переходят в ряд невысоких увалов, давно уже распаханных,
составляющих переходную полосу к степи. Район этот орошают следующие притоки реки Белой: Карламань, Уршак (дл. 50 в.), Дема, Кармасан и Чермасан. Озера и болота встречаются преимущественно в долинах рек Уфы, Белой, Сима, Уса и Юрезани. Больших озёр считается 18 и малых 265. Вост. часть уезда наполнена отрогами Уральского хребта (до 2 т. фт. выс.).
Горы, расположенные между pp. Катавом и Юрезанью, как-то: Каменная, Юрезанский гребень и др. только западными конечностями принадлежат уезду. В углу, образуемом слиянием рек Нилы и Катава, расположена гора Мокрая. Между р. Симом, Катавом и Юрезанью находится горная область, в коей расположены наивысшие точки уезда: горы
- Раскатная,
- Шелывагина шишка,
- Контерская,
- Груздовник
- Песчаная.

Между р. Симом и Лемезой и их притоками расположена целая цепь горных кряжей (Ажигардак, Березовая и др.) и горы Сарнагазу и Змеиная. На северной границе уезда расположен длинный и крутой хр. Кара-Тау. Площадь между реками Миньяром, Бол. и Мал. Биянкой, Колослейкой и Яралвой заполнена горами. По прав. сторону р. Сима, по направлению к р. Миньяру, тянутся горы Воробьиные; бл. устья р. Лемезы по прав. сторону находится гора Бака, по левую г. Мана, сплошь покрытая лесами, причем отличаются тем, что на них расположены болота. Центральный район между р. Симом и Белой, перерезанный р. Уфой, отличается холмистостью, особенно отрезок его, заключенный между Уфой и Белой, наполненный отрогами Урала, которые близ г. Уфы достигают значительной высоты (до 500 фт.) и сопровождают прав. берег р. Белой.
Забельский район в топографическом и почвенном отношениях наиболее пригоден для земледелия.

### Восточный горный район
За исключением Илекской волости, в которой распахано до 12 т. дес. земли, не земледельческий; обилие лесов и
присутствие различных полезных месторождений дают заработок населению. В центральном районе преобладают суглинки. Земледелие не может прокормить население: земля скоро выпахивается и требует обильного удобрения. Лесные промыслы являются важнейшим подспорьем для жителей.

## Геология
В геологическом отношении уезд разделяется на две части. Почти вся западная половина его занята отложениями пермской системы, а в восточной развиты девонские каменноугольные и пермско-каменноугольные образования. Древнейшие породы уезда принадлежат нижнему отделу девонской системы, именно горизонту разнообразных песчаников и сланцев.
Глинистые сланцы имеют незначительное распространение (юго-вост. окраина). Следующий горизонт нижнего девона, выраженный известняками, встречается в юго-вост. части по р. Катаве. Нижний ярус среднего девона выражен мергелями, сланцами, рухляковистыми песчаниками и только отчасти известняками. Песчаники большей частью известковисты, слоисты, а скопление блесток слюды, хлорита, глауконита и иногда серного колчедана обусловливает полосчатую окраску их. Из полезных ископаемых среди отложений девонской системы, кроме верхнедевонского горючего сланца г. Кулевской, следует упомянуть о почти повсеместном распространении железных руд в породах нижнего и среднего отделов девонской системы. Как на строительные материалы можно указать песчаники нижнего яруса нижнего
девона и толстослоистый мергель. В области нижнего яруса среднего девона известно несколько выходов соляных источников, напр. Соляной ключ, недалеко от дер. Пеньковой и другой источник того же имени — в 41/2 вер. от Катав-Ивановского завода. Каменноугольная система у. выражена почти исключительно известняками, местами переходящими в доломитовые разности.
Западная половина уезда покрыта осадками нижнего отдела пермской системы. По р. Дёме на прав. берегу развиты красные и бурые глины, а лев. — красная песчано-глинистая толща с прослойками мергеля и глинистого песчаника. Такое строение продолжается до р. Уфы, с приближением к которой породы все более и более обогащаются гипсом. Послетретичные отложения у. представляют собой, главным образом, речные отложения, мощно развитые в речных долинах. В них нередко выступают 2 террасы, из которых верхняя, более древняя, постплиоценовая, а нижняя сложена из современных аллювиальных образований. Верхняя и нижняя террасы иногда бывают разделены резким уступом. Послетретичные отложения развиты по р. Юрезани, Симу, Ералке, Уку, Лемезе, Белой и Кармасану.
Главные почвы — чернозём 38,5 % всей площади у. и 71,4 % пахотной земли и суглинок (в сев. и вост. частях у. 53 % всей площади и 23,23 % пашни); леса занимают 58 % площади у.; за последнее время количество лесов сократилось (на 15 % с 1847 г.). В зап. части у. преобладают лиственные породы, в вост. — на 1/3 хвойные.